# Premis Amanda
Els Premis Amanda (en noruec: Amandaprisen) són uns premis de cinema entregats anualment al Festival Internacional de Cinema Noruec de Haugesund (en original: Den norske filmfestivalen). Foren instaurants el 1985 però només des de l'any 2005 són dedicats exclusivament al cinema. Abans, els premis eren concedits tant a produccions de cinema com a produccions de televisió.
El guardó fou dissenyat per l'esculptor noruec Kristian Kvakland i el seu nom fa refeència a una llegendària figura femenina local dels anys 1920. La cerimònia d'entrega dels premis és televisada a nivell nacional i cada any esdevé un acte més popular.

## Història
Els Premis Amanda foren instaurats el 1985 com a part del Festival Internacional de Cinema Noruec "per tal d'incrementar la qualitat del cinema noruec i fomentar el seu interès".
La gala de 1993 va trencar els esquemes dels premis, tradicionalment de caràcter nacional, a l'incloure una llista de pel·lícules nominades provinents de tots els països nòrdics. L'edició, no obstant, va restar una excepció.
Des de 2005, la categoria reservada a produccions televisives va deixar de formar part dels premis Amanda, al crear-se un premi dedicat específicament a la televisió: els premis Gullruten. Els Amanda, per tant, van esdevenir uns premi estrictament cinematogràfic.
El 2006 un altre canvi va marcar els premis Amanda. Des del seu origen, la cerimònia d'entrega dels premis havia sigut produïda en cooperació amb la companyia estatal noruega de radiodifusió Norsk Rikskringkasting (NRK). No obstant, a partir de 2006 la cooperació va finalitzar i des d'aleshores la responsabilitat de l'organització dels premis va passar exclusivament a mans de TV 2, un canal de televisió noruec privat d'àmbit nacional.
El 2007 fou instaurant un nou premi, l'Amanda Popular (Folkets Amanda). El guanyador és escollit mitjançant una votació popular. El primer guanyador del nou guardó fou la pel·lícula Fritt Vilt, dirigida pel cineasta noruec Roar Uthaug.

## Guardó Amanda
El nom Amanda prové d'una cançó popular anomenada "Amanda fra Haugesund" (Amanda de Haugesund).[9] El text de la cançó fa refència a una presumpta dona que va viure els anys 1920 i que es guanyava la vida venent licor als mariners malgrat la llei de prohibició de l'alcohol de l'època.".
L'estatueta s'entrega com a premi als guanyadors de la competició cinematogràfica i és resultat d'un concurs organitzat el 1985 pel diari local Haugesunds Avis, amb l'objectiu de crear una escultura que donés forma a la llegendària Amanda. El guanyador del concurs fou l'artista Kristian Kvakland de la localitat de Nesodden (Akershus).
L'escultura original roman emplaçada a fora de les oficines del diari i els Premis Amanda n'usen una reproducció en miniatura com a guardó pels premis. L'estatueta fa 30 cm d'alçada, 14 cm de diàmetre i pesa 2,5 kg. En els seus orígens, pesava 4,5 kg al no estar buida per dintre, com en la versió actual.
Una anèctoda sobre l'estatueta, la va protagonitzar la cinematògrafa noruega Anja Breien. Després d'haver guanyat el guardó el 1986, el va posar a la venda mitjançant un anunci en un diari nacional, com a senyal de protesta per les retallades de pressupost al cinema noruec per part del govern. L'Institut Suec de Cinema va comprar l'estatueta. El 2005, quan Anja Breien va rebre un homenatge per la seva carrera cinematogràfica, l'ex-ministre de cultura i el director de l'Institut Suec de Cinema li van retornar la seva estatueta, de la qual s'havia desprès un any abans.

## Historial dels palmarès
L'actor guanyador de més Premis Amanda és Bjørn Sundquist, el qual compta amb un total de quatre premis al seu comptador, atorgats per les pel·lícules Over grensen (1987), Søndagsengler (1996) i Sejer - se deg ikke tilbake (2000), respectivament, més un premi honorífic que va rebre l'any 2000.
L'actriu noruega Ane Dahl Torp compta amb un total de tres premis d'interpretació. Amb les pel·lícules Svarte penger - hvite løgner (2004) i Gymnaslærer Pedersen (2006) va obtenir el premi Amanda a la millor actriu. D'altra banda, el seu paper a la pel·lícula Lønsj (2008) li va merèixer el premi Amanda a la millor actriu secundària.
L'actor Sverre Anker Ousdal també és guanyador de tres premis Amanda. Dos d'ells com a millor actor per les pel·lícules Kreditorene (1990) i Blodsbånd (1998), respectivament, i un premi honorífic que va rebre el 2009.
Els actors Nils Ole Oftebro, Espen Skjønberg i Anneke von der Lippe són guanyadors de dos premis a la millor interpretació. Pel que fa a la millor direcció, els directors Ola Solum, Nils Gaup, Berit Nesheim i Bent Hamer han sigut tots recompensats en dues ocasions.
El director Erik Gustavson destaca per haver guanyat en tres categories diferent: millor pel·lícula, millor documental i un premi especial "Nòrdic Amanda" que obtingué el 1993. També l'actriu Kjersti Holmen compta amb el mèrit d'haver guanyat en tres diferents categories: a la millor actriu el 2000, a la millor actriu secundària el 1993 i un premi honorífic el 2009.
L'única pel·lícula en haver guanyat tres premis és Budbringeren (1997) la qual va guanyar els premis a la millor pel·lícula, millor actor i millor actriu.

### Palmarès per categories
Des de 2010 les categories recompensades són :
- Millor pel·lícula noruega
- Millor director
- Premi Amanda Popular (vot popular)
- Millor actor
- Millor actriu
- Millor actor secundari
- Millor actriu secundària
- Millor pel·lícula infantil o juvenil
- Millor guió original
- Millor decorat
- Millor so
- Millor música
- Millor muntatge
- Millor vestuari
- Millors efectes especials
- Millor curtmetratge
- Millor documental
- Millor pel·lícula estrangera
- Claqueta d'Or (premi tècnic)
- Premi honorífic

## Cerimònia d'entrega
La cerimònia d'entrega dels premis va comptar sobretot als seus inicis amb la participació d'estrelles internacionals del món del cinema per tal d'atorgar prestigi i popularitat als premis, per exemple amb Roger Moore (1985) o Diana Ross (1987). Altres participants o presentadors de la cerimònia han sigut els cineastes Ned Beatty, Lauren Bacall, Jon Voight, Brian Cox, Jeremy Irons, Ben Kingsley i Pierce Brosnan.